# JUnit
JUnit è un framework di unit testing per il linguaggio di programmazione Java. L'esperienza avuta con JUnit è stata importante nella crescita dell'idea di sviluppo guidato da test (in inglese Test Driven Development), ed è uno di una famiglia di framework di unit testing noti collettivamente come xUnit.
JUnit è stato creato da Kent Beck insieme ad Erich Gamma. Da allora ha ispirato ed è stato modello guida per diversi framework di unit testing per altri linguaggi.
Il framework è attualmente alla versione 5, che è organizzata in 3 sotto-progetti / moduli e necessita di Java versione 8 o più recente.
La versione 4 ha portato modifiche strutturali rispetto alla versione 3, con la quale è incompatibile. Le classi che costituiscono il framework appartengono a package diversi per le versioni 3 e 4; junit.framework fino a 3.8, org.junit dalla 4.